# Pleurocrypta piriformis
Pleurocrypta piriformis là một loài chân đều trong họ Bopyridae. Loài này được Bourdon miêu tả khoa học năm 1968.